# Rustam Temirgaliev
Rustam Ilmirovitj Temirgaliev (ryska: Рустам Ильмирович Темиргалиев) född 15 augusti 1976, Ulan-Ude, Ryska SFSR, Sovjetunionen, är en volgatatarsk/ukrainsk politiker som sedan 27 februari 2014 är vicepremiärminister i Krim.
Temirgaliev installerades som vicepremiärminister under ockupationen av Krim-parlamentet, som en reaktion på den då nybildade ukrainska regeringen efter den avsatte presidenten Viktor Janukovytj. 